# Office fédéral de topographie
L'Office fédéral de topographie (en allemand Bundesamt für Landestopografie, en italien Ufficio federale di topografia et en romanche Uffizi federal da topografia), aussi appelé Swisstopo, est une autorité fédérale de la Suisse. 
Il est le centre de géoinformations de la Suisse. Il livre des données précises, actuelles et fiables pour la mensuration de la Suisse, relève le paysage, ainsi que le sous-sol et les documente à travers le temps. L'office dépendait administrativement de l'Office fédéral de l’armement et, fait partie, depuis le 1er mars 2015, du Département fédéral de la défense, de la protection de la population et des sports (DDPS). Son siège se trouve à Wabern (dans la commune de Köniz), mais il dispose aussi d'antennes en Suisse : la géostation de Zimmerwald, le service aérien à l'aéroport militaire de Dübendorf et le laboratoire souterrain du Mont Terri, à Saint-Ursanne.

## Mission
L'Office fédéral de topographie fournit, en tant que domaine de compétence de la Confédération, des données de références spatiales et des produits dérivés de haute qualité. La base légale pour ses travaux est la loi fédérale sur la géoinformation. En plus de la production de produits, il dirige aussi la coordination de la géoinformation et la géologie au niveau fédéral, ainsi que l'Institut géographique militaire.
Il est responsable de la supervision de la mensuration officielle et du cadastre des restrictions de droit public à la propriété foncière (cadastre RDPPF). Il coordonne également, en collaboration avec les cantons, les communes et le secteur privé, l'harmonisation des géodonnées suisses.

### Swiss Positioning Service
Le Swiss Positioning Service (swipos) fournit la référence spatiale officielle actuelle de la Suisse basée sur les systèmes de satellites GPS, GLONASS et Galileo à l'aide de 31 stations AGNES et de plusieurs stations dans les pays voisins. 

## Histoire
- 1838 : Guillaume-Henri Dufour, quartier-maître général et plus tard général des troupes fédérales, fonde à Carouge le Bureau topographique fédéral.
- 1842-1865 : la carte topographique de la Suisse (appelée aussi carte Dufour), à l'échelle 1:100'000, est produite.
- 1865 : le Bureau topographique déménage de Genève à Berne ; Hermann Siegfried prend la place de Dufour et en devient le directeur.
- 1870-1922 : l'Atlas topographique de la Suisse (appelé aussi carte Siegfried), à l'échelle 1:25'000 et 1:50'000 est publié.
- 1901 : le Bureau topographique devient une division indépendante au sein du Département militaire fédéral et reçoit le nom de « Service topographique fédéral ».
- 1941 : la topographie nationale délocalise son siège au site actuel de Swisstopo, à Wabern.
- 1952-1979 : publication de la carte nationale de la Suisse, à l'échelle 1:25'000.
- 2002 : L+T est remplacé par Swisstopo comme marque, logo et abréviation. Swisstopo est également utilisé comme abréviation du nom toujours officiel d'Office fédéral de topographie.
- 2018 : la Suisse et la principauté du Liechtenstein sont les premiers pays du monde à avoir mis à disposition un modèle de tous leurs bâtiments en 3D. En plus des bâtiments de la Suisse et du Liechtenstein, les ponts, les rues, les chemins, les forêts et les arbres isolés, ainsi que les noms géographiques et le trafic public sont également représentés en 3D.

## Carte nationale de la Suisse

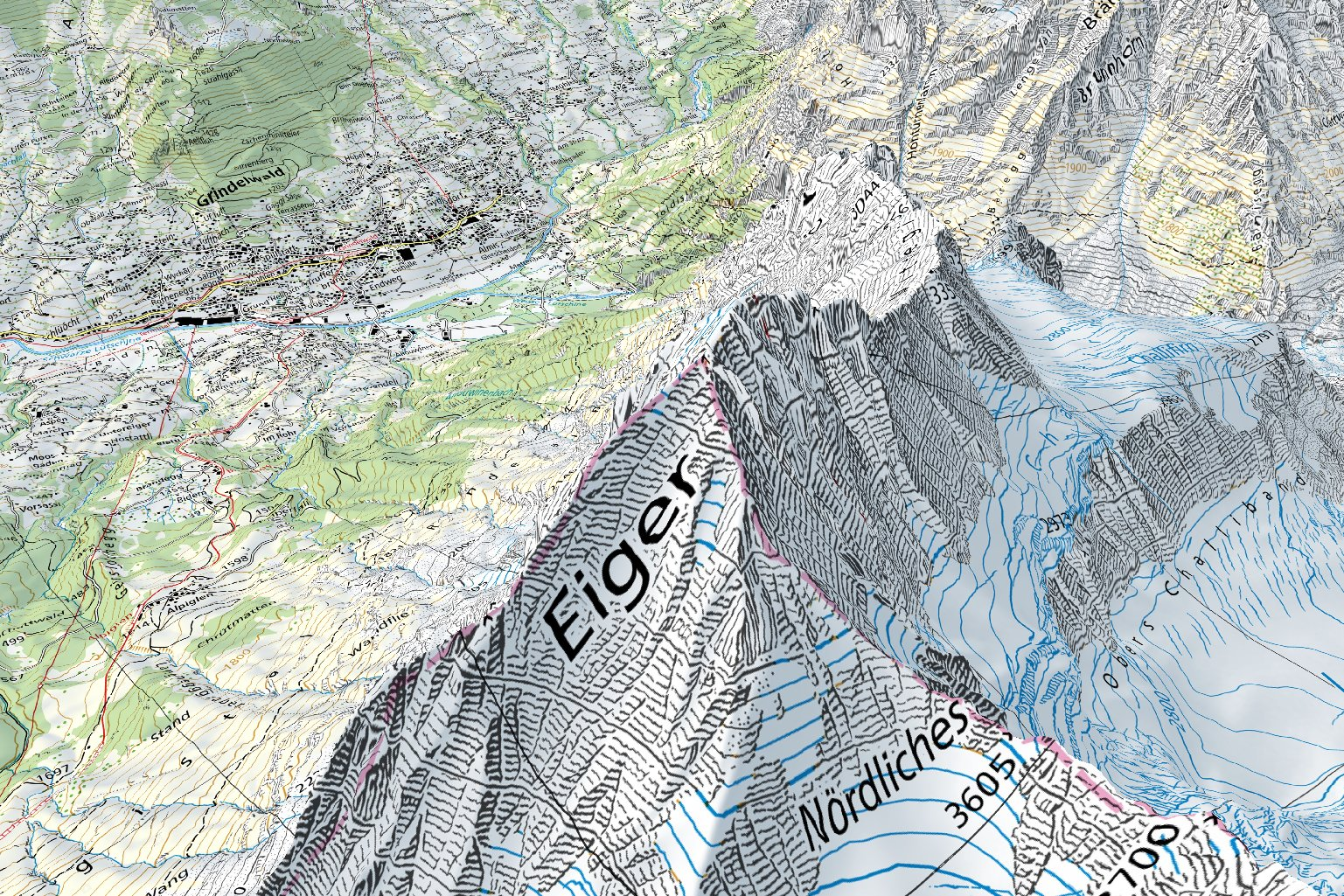
La carte nationale CN 25 sur le géoportail avec un rendu 3D

L'Office fédéral de topographie publie des cartes topographiques officielles dans les différentes échelles répertoriées ci-dessous :
| Échelle     | Explication                                          |
| ----------- | ---------------------------------------------------- |
| 1:25'000    | Carte nationale CN 25                                |
| 1:50'000    | Carte nationale CN 50                                |
| 1:100'000   | Carte nationale CN 100                               |
| 1:200'000   | Carte nationale CN 200                               |
| 1:300'000   | Carte générale (réduction de la carte nationale 200) |
| 1:500'000   | Carte nationale CN 500                               |
| 1:1'000'000 | Carte nationale CN 1000                              |